# Hidarnes I
Hidarnes I (em grego: Ιδάρνης; romaniz.: Hydárnēs; em persa antigo: 𐎻𐎡𐎭𐎼𐎴; romaniz.: Vidṛna), foi um oficial militar do Império Aquemênida, ativo no século VI a.C. durante o reinado do xainxá Dario I (r. 522–486 a.C.). Compunha o grupo chamado de Sete Persas que derrubou o usurpador Esmérdis e manteve-se ativo nas campanhas de Dario para reafirmar sua posição como rei.

## Nome
Hidarnes (Hydárnēs) é a transliteração grega do persa antigo Vidṛna, que por sua vez se relaciona ao elamita Mitarna, Miturna, ao babilônico Úmidārnaʾ e Ú(ʾ)dārna-ʾ, ao lício Widrñna- e talvez ao aramaico Wdrn. Em grego, o nome ainda foi registrado como Idérnēs e Idárnēs, e em latim como Idarnes. No que diz respeito à etimologia desse antropônimo, ainda há debates a respeito de seu significado. L. Isebaert, por exemplo, propôs que significaria "aquele que está perfurando o culpado".

## Vida
De acordo com a Inscrição de Beistum de Dario I (r. 522–486 a.C.), Hidarnes era filho do nobre Bagabigna. Alega-se que tivesse origem bactriana. Era amigo íntimo de Aspatines, que o convenceu a se juntar à conspiração dos Sete Persas (Intafrenes, Otanes, Gobrias, Megabizo, Ardumanis [Aspatines] e Dario) que pretendia derrubar o usurpador Esmérdis (r. 522 a.C.). No reinado de Dario, serviu como vassalo fiel e comandante do exército. Quando eclodiram revoltas contra a autoridade do xainxá, Hidarnes foi designado para lidar com a revolta instigada por Fraortes na Média, enquanto Dario lidava com a revolta de Vaiasdata em Pérsis. Jona Lendering sugeriu que Dario já estava ciente da possibilidade de Vaiasdata se rebelar e enviou Hidarnes à Média em outubro, o que lhe deu tempo de controlar os passos montanhosos e impediu que os revoltosos entrassem em contato.
Hidarnes conseguiu vencer os rebeldes da Média na Batalha de Maru (30 quilômetros ao sul de Iazde) de 12 de janeiro (27 de Anamaca) de 521 a.C., que terminou com 3 827 mortos e 4 329 capturados, mas seu sucesso parece ter sido menor do que alegado na inscrição de Beistum, pois Hidarnes decidiu aguardar a chegada de Dario em Campanda (60 quilômetros a sudoeste de Iazde), de onde suas forças conjuntas continuaram a campanha. Em 1 de setembro, por sua vez, Hidarnes foi enviado à Babilônia, onde reprimiu a revolta de Arca em 27 de novembro e empalou o conspirador e os nobres que o apoiaram.
Por seus resultados, foi recompensado como a posição de sátrapa da Armênia, que tornar-se-ia uma província semi-hereditária de seus descendentes; Orontes I (m. 344 a.C.), o ancestral da dinastia orôntida, era descendente de Hidarnes. De acordo com alguns tabletes de Persépolis, Hidarnes também serviu como sátrapa da Média sob Dario. Hidarnes deixou ao menos dois filhos: Hidarnes II, que o sucedeu como sátrapa; e Sisâmnes, que serviu como comandante sob o xainxá Xerxes I (r. 486–465 a.C.).